# Amphoridium
Amphoridium là một chi rêu trong họ Orthotrichaceae.